# 114ª Brigata fucilieri motorizzata delle guardie "Enakievo-Danubio"
La 114ª Brigata autonoma fucilieri motorizzata delle guardie "Enakievo-Danubio" (in russo 114-я отдельная гвардейская мотострелковая Енакиевско-Дунайская бригада?, 114-ja otdel'naja gvardejskaja motostrelkovaja Enakievsko-Dunajskaja brigada, unità militare 42038) è un'unità di fanteria meccanizzata delle Forze terrestri russe, subordinata alla 51ª Armata combinata delle guardie del Distretto militare meridionale e con base a Makiïvka. 
La brigata ha origine dal cosiddetto Battaglione Vostok, costituito nel maggio 2014, all'inizio della guerra del Donbass, come reparto della milizia delle forze separatiste reclutata dalla Repubblica Popolare di Doneck. Dopo l'inizio dell'invasione russa dell'Ucraina la brigata ha preso parte agli estenuanti combattimenti sulla linea di contatto alla periferia di Donec'k e si è distinta soprattutto partecipando con un ruolo importante alla battaglia di Avdiïvka.

## Storia

### Guerra del Donbass
Il cosiddetto Battaglione Vostok ("Battaglione Est") venne costituito nel maggio 2014, all'inizio della guerra del Donbass, come reparto della milizia delle forze separatiste reclutata dalla Repubblica Popolare di Doneck per supportare le autorità politiche secessioniste e respingere le forze dell'esercito ucraino. L'organizzatore e il primo comandante di questa unità è stato Aleksandr Chodakovskij, ex ufficiale superiore dell'unità speciale Alpha della direzione SBU della regione di Donec'k. Il Battaglione Vostok originariamente venne costituito a partire da attivisti volontari del movimento "Forze patriottiche del Donbass"; a questo nucleo iniziale furono aggregati volontari russi, separatisti filorussi e, secondo le fonti ucraine, anche ex dipendenti del servizi speciali dell'esercito ucraino favorevoli alla Russia.

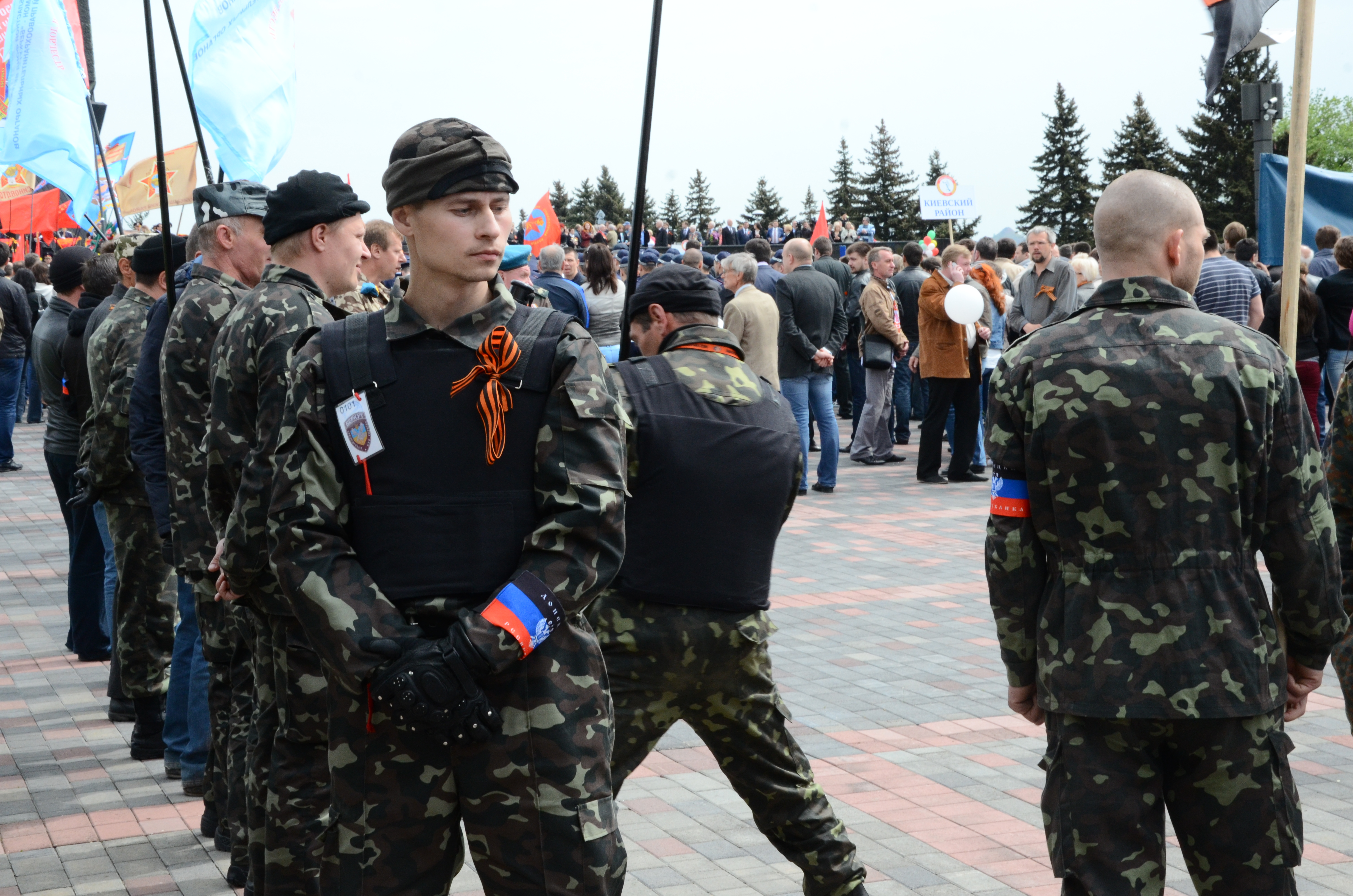
Membri del Battaglione Vostok a Donec'k, maggio 2014

Dopo l'inizio dell'insurrezione separatista il battaglione prese rapidamente il controllo di Donec'k e di altre cittadine della regione, contrastando con successo i tentativi dell'esercito ucraino di schiacciare la ribellione. A maggio 2014 un distaccamento di miliziani ha cercato di impadronirsi dell'aeroporto di Donec'k, venendo respinto con gravi perdite a causa dell'aviazione ucraina. A giugno il battaglione ha attaccato una postazione ucraina presso Marynovka, subendo vittime pari ad almeno 20 morti. A causa di questi insuccessi il comandante Chodakovskij ha subito forti critiche, e il 16 luglio si è dimesso dalla carica di ministro per la sicurezza in seguito a un duro scontro personale con Igor' Girkin.
Il reparto è rimasto in zona di guerra in difesa della capitale regionale del Donbass, venendo gradualmente rinforzato con l'afflusso di nuovi volontari russi e riorganizzato nell'11º Reggimento fucilieri motorizzato "Enakievo-Danubio" (unità militare 08818), riprendendo i titoli onorifici della 40ª Divisione fucilieri delle guardie dell'Armata Rossa, la quale combatté nella seconda guerra mondiale e venne sciolta nel 1992. Il 12 febbraio 2016 il reggimento è stato insignito del titolo di unità delle guardie dal Capo della RPD Aleksandr Zacharčenko. Alla fine del 2016 Chodakovskij ha dichiarato che l'unità nel corso dell'anno avrebbe subito perdite pari a circa 200 morti e 300 feriti, ovvero il 70% delle vittime totali registrate fino a quel momento durante il conflitto. Il reggimento è stato quindi rinforzato dal 2º Battaglione di difesa territoriale (unità militare 08814), e schierato nel settore a nord di Donec'k. Il 3 novembre 2018 gli è stato conferito l'Ordine "Per la Difesa di Doneck" da parte del Capo della RPD Denis Pušilin.

### Guerra russo-ucraina
Con l'inizio dell'invasione russa dell'Ucraina nel febbraio 2022 il reggimento ha preso parte, insieme ad altri reparti della Repubblica Popolare di Donec'k, all'offensiva iniziale verso sud in direzione di Mariupol' che si è conclusa con la caduta della città portuale il 21 maggio 2022. Dopo questo successo i miliziani sono stati richiamati a nord e hanno preso posizione sul difficile fronte di Donec'k, dove i combattimenti sono continuati per mesi senza risultati e molte perdite. Alla fine dell'anno il reggimento è stato inserito, come le altre formazioni di milizie del Donbass, nell'esercito regolare russo e, dopo essere stato ulteriormente rinforzato, ha preso la nuova denominazione di 114ª Brigata fucilieri motorizzata delle guardie "Enakievo-Danubio". Ha incluso nel suo organico l'88º e il 98º Reggimento fucilieri motorizzato (unità militare 34482 e 34491), costituiti con personale mobilitato sul territorio della Repubblica Popolare di Doneck.
Dopo aver trascorso molti mesi nelle postazioni statiche lungo il fronte di Donec'k, nell'ottobre 2023 la brigata è stata trasferita nel settore settentrionale dell'area fortificata di Avdiïvka per prendere parte alla nuova offensiva russa contro questo bastione difensivo ucraino. Gli attacchi iniziali dell'autunno 2023 sono risultati in costosi fallimenti, durante i quali ha subito gravi perdite nei propri reparti meccanizzati impiegati in assalti frontali; il 6 novembre è stato ucciso in combattimento il comandante della brigata, colonnello Roman Torochov. All'inizio di febbraio 2024 la 114ª Brigata è riuscita, insieme ad altre brigate russe, a sfondare le linee nemiche e ad avanzare da nord verso l'area urbanizzata centrale della città. La battaglia di Avdiïvka si è conclusa il 17 febbraio 2024 con la ritirata generale ucraina e il successo russo: i soldati della brigata si sono distinti in modo particolare raggiungendo per primi l'imbocco della strada maestra 00542, dove hanno innalzato la loro bandiera di combattimento sulla famosa insegna all'ingresso occidentale della città, e poi occupando rapidamente il gigantesco impianto industriale per la produzione del coke nei quartieri settentrionali della città.

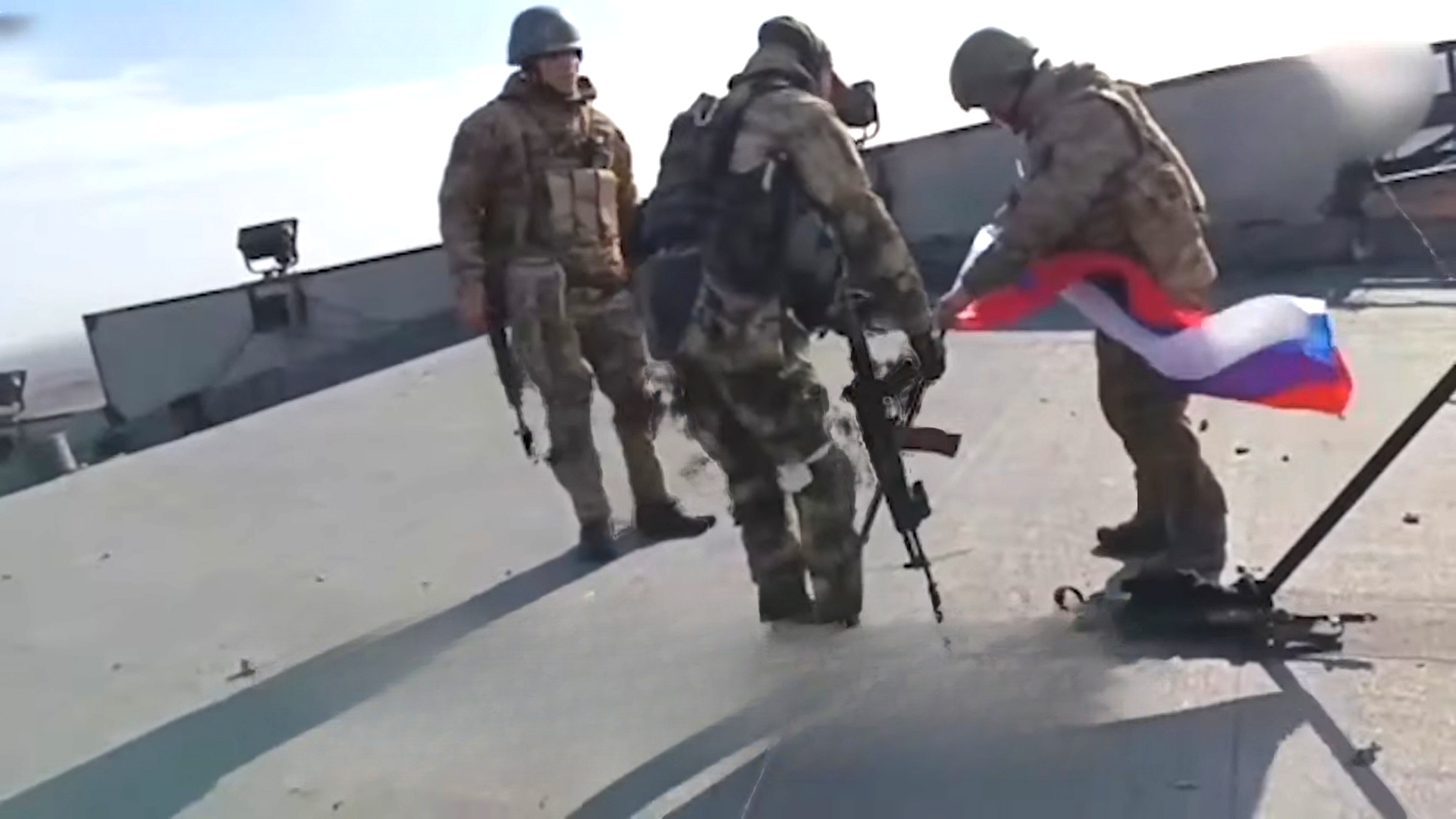
Soldati della brigata sul tetto della cokeria di Avdiïvka il 17 febbraio 2024, al termine della battaglia.

Per il suo comportamento in battaglia ad Avdiïvka e i risultati raggiunti, la 114ª Brigata è stata tra le unità dell'esercito russo segnalate e ringraziate pubblicamente dal comandante in capo supremo, il presidente Vladimir Putin, con un messaggio indirizzato al comandante del Distretto militare centrale, generale Andrej Mordvičev. Secondo le fonti occidentali la brigata nel corso di quattro mesi di combattimenti avrebbe subito pesanti perdite pari a oltre il 70% degli effettivi, perdendo ogni capacità operativa offensiva. Per questo motivo nel corso delle operazioni ha assorbito personale mobilitato proveniente dal 1231º e dal 1454º Reggimento fucilieri motorizzato (unità militare 29655 e 95396).
Nonostante le perdite riferite dalle fonti occidentali, dopo la caduta di Avdiïvka la brigata ha ripreso l'avanzata verso ovest, partecipando ai combattimenti contro la nuova linea difensiva affrettatamente costituita dagli ucraini; è riuscita a superare l'accanita resistenza e ad occupare nel mese di marzo 2024 la cittadina di Orlivka, al centro delle posizioni nemiche. Dopo violenti combattimenti che si sono prolungati per quasi due mesi, il 26 aprile i soldati della 114ª Brigata hanno superato la linea di difesa ucraina lungo il fiume Durna, entrando anche nel villaggio di Semenivka difeso dalla 3ª Brigata d'assalto. Il 2 giugno il comandante del 1º Battaglione della brigata, maggiore Sergej Leščenko, è stato ucciso a colpi di arma da fuoco da un ufficiale dell'88º Reggimento durante una rissa all'ingresso della sua casa a Donec'k. All'inizio di luglio elementi della brigata hanno preso parte agli assalti russi in direzione di Torec'k.
Nel mese di agosto la brigata è stata costantemente in azione nell'importante settore di Pokrovs'k, raggiungendo nuovi successi tattici: il 27 agosto ha occupato il villaggio di Kalinovo, dove ha innalzato il suo stendardo di combattimento, mentre il 30 agosto i suoi soldati hanno raggiunto il centro di Karlivka. La brigata ha continuato ad avanzare anche nel mese di settembre conquistando il giorno 3 l'insediamento di Halycynivka e il giorno 11 l'insediamento di Lisivka, alla periferia orientale di Ukraïns'k. Dopo ulteriori giorni di combattimenti i soldati della 114ª Brigata hanno ottenuto un notevole successo raggiungendo e conquistando entro il 17 settembre 2024 anche l'importante centro minerario di Ukraïns'k, da cui si diramano vie di comunicazione verso Selydove, Cukuryne e Kurachove. Il 13 ottobre la brigata ha completato la conquista dello snodo ferroviario di Cukuryne, alcuni chilometri a sud di Selydove. La serie di vittorie della 114ª Brigata è continuata con la presa di Izmailivka il 24 ottobre; il 26 ottobre i soldati russi hanno innalzato il loro stendardo anche al centro dell'area urbana dell'importante città di Hirnyk, di cui hanno rivendicato la conquista. Dopo aver completato l'occupazione di Hirnyk, la brigata ha proseguito verso sud attaccando e conquistando il 30 ottobre la cittadina mineraria di Kurachivka, compreso lo stabilimento di arricchimento metallurgico della DTEK. All'inizio di novembre i soldati della 114ª Brigata sono avanzati ancora, conquistando i due villaggi di Vovčenka e Stepanivka e raggiungendo la riva settentrionale del bacino idrico di Kurachove. Nelle settimane successive la progressione della brigata è continuata con successo con la conquista di Novoselidivka, Illinka e Novaja Illinka. Il 24 dicembre il 1454º Reggimento subordinato alla brigata ha raggiunto e occupato il villaggio di Stari Terny, al limite occidentale del bacino di Kurachove. Nelle settimane successive alla conquista di Kurachove, avvenuta all'inizio di gennaio 2025, la brigata ha supportato la 150ª Divisione fucilieri motorizzata nel tentativo di occupare il villaggio di Dačne. Il 22 febbraio il comandante della brigata, maggior generale Jurij Zazykin, è stato insignito del titolo massimo di Eroe della Federazione Russa. All'inizio di agosto 2025 la brigata è stata impiegata insieme alla 132ª Brigata fucilieri motorizzata in assalti a est di Dobropillja, spingendo alcuni gruppi di ricognizione e sabotaggio diversi chilometri oltre le linee ucraine. In seguito ai contrattacchi ucraini, condotti dalla 93ª Brigata meccanizzata, 82ª Brigata d'assalto aereo e 12ª Brigata "Azov", diversi reparti sono stati circondati ed eliminati presso il villaggio di Kučeriv Jar, subendo pesanti perdite.

## Struttura
- Comando di brigata[3]
- 1º Battaglione fucilieri motorizzato
- 2º Battaglione fucilieri motorizzato
- 3º Battaglione fucilieri motorizzato
- 268º Battaglione fucilieri (unità militare 55354)
- Battaglione corazzato (T-72BM)
- Gruppo d'artiglieria
  - Battaglione artiglieria semovente (2S19 Msta-S)
  - Battaglione artiglieria lanciarazzi (BM-21 Grad)
- Battaglione artiglieria missilistica contraerei (ZSU-23-4 Shilka)
- Battaglione ricognizione
- Compagnia genio
- Compagnia comunicazioni
- Compagnia manutenzione
- Compagnia logistica
- Plotone cecchini

## Comandanti
- Aleksandr Chodakovskij (maggio 2014 - novembre 2014)[43]
- Colonnello Roman Torochov (gennaio 2023 - novembre 2023) †[8]
- Maggior generale Jurij Zazykin (novembre 2023 - in carica)[44]